# Tinker’s Moon
Tinker’s Moon war eine kanadische Pop-Rockband, die in ihrer Heimat 1974 mit einer Coverversion des Bill-Martin/Phil-Coulter-Songs Shang-a-Lang einen Hit in den CHUM Charts sowie in den RPM Charts hatte. Das Lied war zu dieser Zeit im Vereinigten Königreich von Großbritannien und Nordirland bereits in der Originalversion der Bay City Rollers in den Charts.
Tinker’s Moon war im Wesentlichen ein Studioprojekt von Musikproduzent und Manager Ben Kaye und Toningenieur Hubert Liesker. Die beiden hatten im Frühjahr 1974 einen langjährigen Produktionsvertrag mit Polydor Records geschlossen. Auf diesem Label veröffentlichten sie als Tinker’s Moon nach dem Hit Shang-a-Lang zwei weitere Singles. Now That Summer Is Over blieb ohne Chartnotierung; Ooh Baby, Baby wurde 1975 ebenfalls ein kleinerer Hit in den RPM Charts.
Kaye arbeitete im Laufe der Jahre unter anderem mit Patsy Gallant, Aldo Nova und René Angélil zusammen. Er erlag 2007 einem Krebsleiden.

## Diskografie
Singles
- 1974: Shang-a-Lang / I'm Sad (Polydor)
- 1974: Now That Summer Is Over / Ting a Ling Ding (Polydor)
- 1975: Ooh Baby, Baby / Lover Girl (Polydor)